# تسولاک آزیزیان
تسولاک لوونی آزیزیان (ارمنی: Ցոլակ Լևոնի Ազիզյան؛ زاده ۲ مهٔ ۱۹۱۲ - درگذشته ۲۳ نوامبر ۱۹۹۰) نقاش اهل ارمنستان بود.

## زندگی‌نامه
وی در ۱۵ فوریه [سبک قدیمی: ۲ فوریه] ۱۹۱۲ در کاربی در به دنیا آمد و از آکادمی امپریال هنر سنت پطرزبورگ (۱۹۳۴) فارغ‌التحصیل گشت. وی عضو اتحادیه نقاشان ارمنستان بود. وی همچنین برنده جوایزی همچون نقاش مردمی جمهوری ارمنستان، نقاش شایسته ارمنستان شوروی شد. وی در ۲۳ نوامبر ۱۹۹۰ در سن ۷۸ سالگی در ایروان درگذشت.